# Ароматаза
Ароматаза — фермент, трансформирующий андрогены в эстрогены. Ароматаза представлена во многих тканях, включая гонады, мозг, жировую ткань, кровеносные сосуды, кожу, волосяные фолликулы, кости, эндометрий и т.д.

## Структура и функции
Изоформа цитохрома P-450 Ароматаза — фермент, превращающий андрогены в эстрогены. Ароматаза человека — это белок, состоящий из последовательности 503 аминокислотных остатков. N-концевой участок молекулы, особенно аминокислотные остатки 10-20 важны для сохранения активной конформации фермента, поскольку, если отщепление первых 10 аминокислот не влияет на активность ароматазы, то отщепление 20 аминокислот уже приводит к снижению её активности более, чем на 95 %. Вблизи С-конца молекулы расположен гем-связывающий участок (содержащий важный и сохраняющийся в филогенетическом ряду остаток цистеина).

## Роль в онкологии
Примером взаимосвязи между развитием опухоли и уровнем сигнальных молекул, регулируемых экспрессией изоформ цитохрома P-450, — это рак молочной железы у женщин. Лимитирующей стадией синтеза эстрадиола в клетках молочной железы является дегидрирование тестостерона, катализируемое ароматазой. Показано, что экспрессия ароматазы в период менопаузы не равномерна по клеткам молочной железы. Выявлена прямая корреляция между повышенным уровнем мРНК и ферментативной активностью ароматазы в определенных участках молочной железы и, следовательно, локальным хроническим повышением уровня эстрогенов в этих участках с развитием в них опухоли.